# 平野朝雄
平野 朝雄（ひらの あさお　1926年11月26日 - 2019年7月25日）は、アメリカ合衆国・日本の神経病理学者・脳神経内科医。
ニューヨーク州のモンテフィオーレ病院（Montefiore Medical Center）、アルバート・アインシュタイン医学校 教授として神経病理学・神経学の発展に貢献し、黎明期の神経学を担う多数の日本人研究者を育成した。

## 略歴
1926年11月26日　群馬県富岡市生まれ。
1952年03月　京都大学医学部卒業
1952年　陸軍病院インターン
1953年　Harlem Hospital インターン
1954年　NewYork University Division of Bellevue Hospital 神経内科レジデント
1956年　Montefiore Medical Center 神経内科レジデント
1958年　Montefiore Medical Center 神経病理学 研究員
1959年　アメリカ国立衛生研究所(NIH) 客員研究員

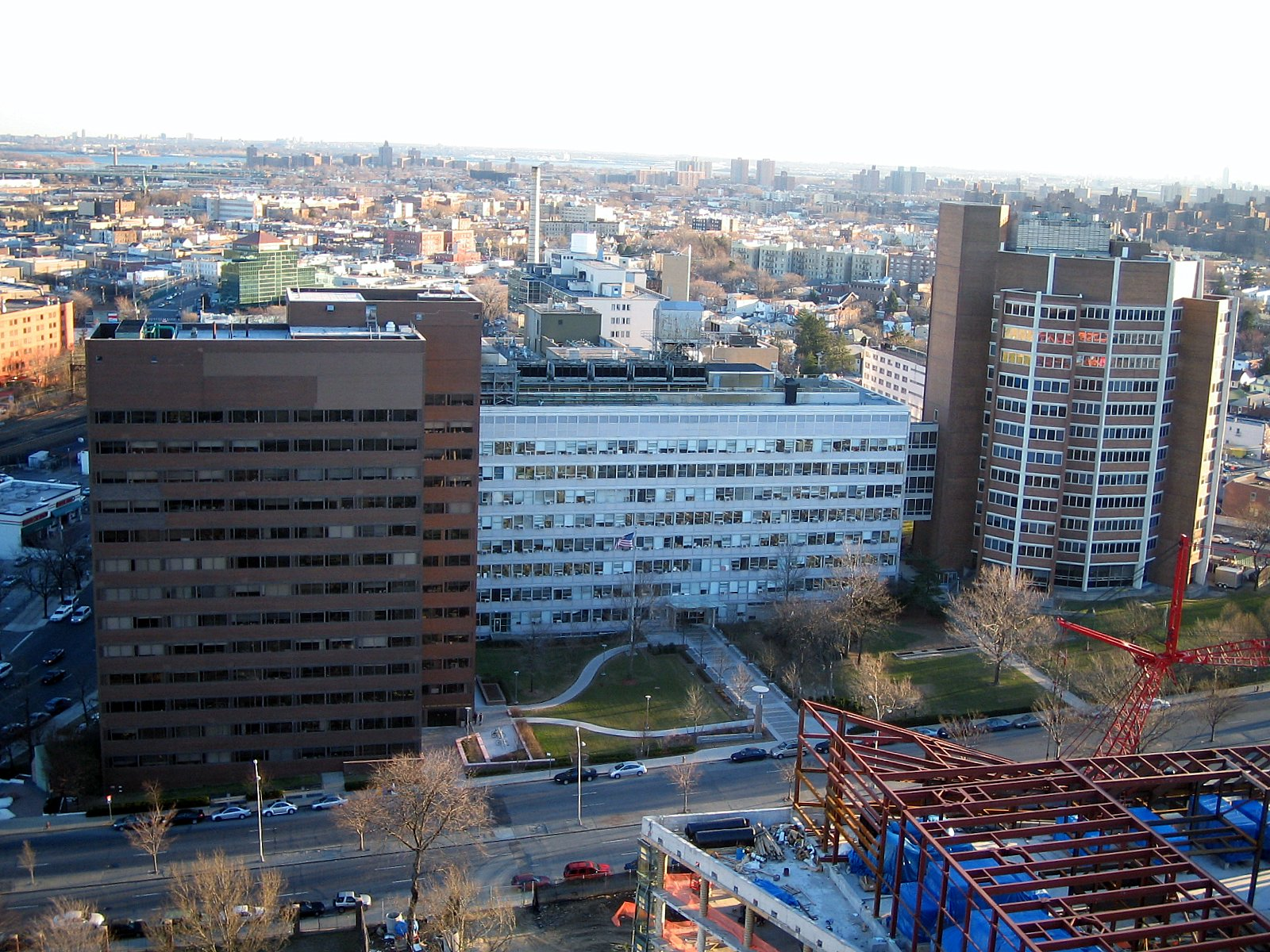
AECOM Buildings

1965年　モンティフォーレ病院神経病理学主任
1971年　アルバート・アインシュタイン医学校病理学分野教授
1974年　同神経科学分野教授
1977年　アメリカ神経病理学会(AANP) 理事長 
1978年　国際神経病理学会代表
1985年　関西医科大学 客員教授
1987年　西オーストラリア大学 客員教授
1993年　日本医科大学 客員教授
2001年　勲四等旭日小綬章
2019年　死去（享年92歳）

## 経歴
旧制新潟高等学校に進学後、京都大学医学部に進学し1952年に卒業。同年に大阪アメリカ陸軍病院（現：大阪赤十字病院）で初の日本人実習生として荒木淑郎と共に1年間インターンを行う。現地の医師から留学を薦められ、アメリカに留学することを決意する。荒木淑郎と共に京都大学第一外科の荒木千里教授（当時）のもとに相談に訪れた際、日本における神経学の必要性を説かれ、米国で神経学を学ぶこととなる。

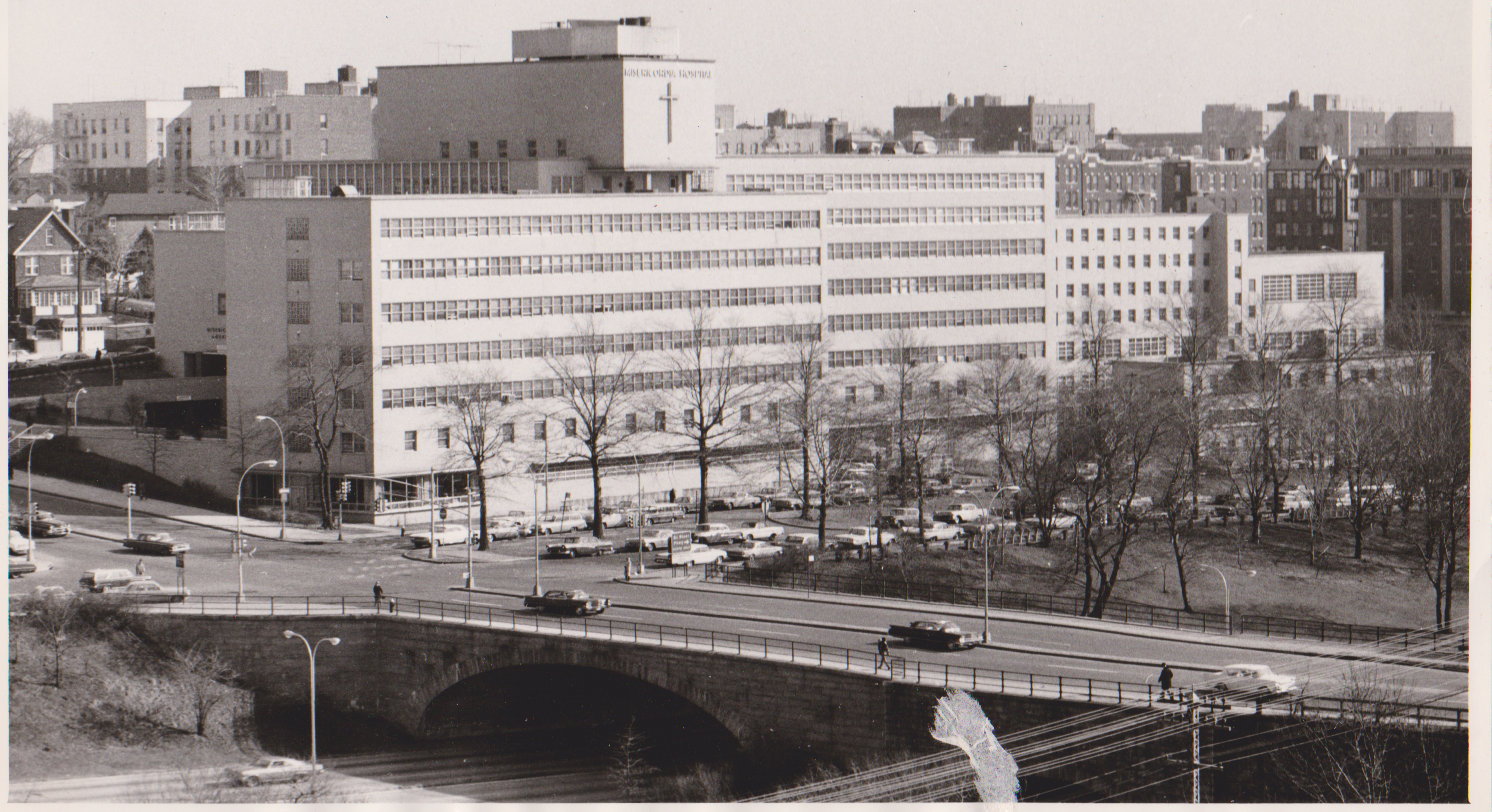
Mis Hosp Bronx

　1953年に渡米する。Harlem Hospitalインターン、Bellevue Hospitalレジデントを経て、1955年にMontefiore Hospital（後のアルバートアインシュタイン医学校の教育病院）で脳神経内科レジデントとして従事する。レジデント勤務の過程で神経疾患における病理学的診断の重要性を感じ、1956年に同神経病理学教室のHarry M. Zimmermanに師事。
（Zimmermanは京都大学総長の平澤興と1929年以来親交があり、平野を含め100人以上の日本人研究者を受け入れている。同門には豊倉康夫：元東京大学神経内科学教授、生田房弘：元新潟大学脳研究所神経病理学分野教授、鈴木衣子：元ノースカロライナ大学チャペルヒル校病理学教授など。）
　1959年にNIH客員研究員として当時グアム島のチャモロ人が多数罹患していた"parkinsonism-dementia complex (PDC) on Guam"の調査のため同島を訪問する。この疾患は進行性で発症後約３-４年で死亡する致死的な神経疾患だが、その詳細な臨床像や病理所見は未解明であった。神経内科学と神経病理学双方の専門性を生かして診療と剖検に従事し、臨床経過と病理像について報告した。この報告はアメリカ神経病理学会のWeil賞を受賞した。
　1965年にモンティフォーレ病院神経病理学主任に就任、その後1971年にはアルバートアインシュタイン医学校病理学分野の教授に着任する。その3年後には同大学神経科学部門の教授も兼任した。
1995年に恩師のZimmermanが死去、その後モンティフォーレ病院にHarry M. Zimmerman神経病理学講座が設立され、同講座の教授に着任する。
　モンティフォーレ時代を通じて多数の日本人研究者をvisiting fellowとして受け入れ、その多くは帰国後に日本の神経病理学会を発展させる存在となった。平野の自伝によると「日本人フェローのおよそ2/3が後に神経学や病理学領域の教授になった」という。
2001年勲四等旭日小綬章受勲、2019年ニューヨークにて死去。享年92歳。

## 平野小体

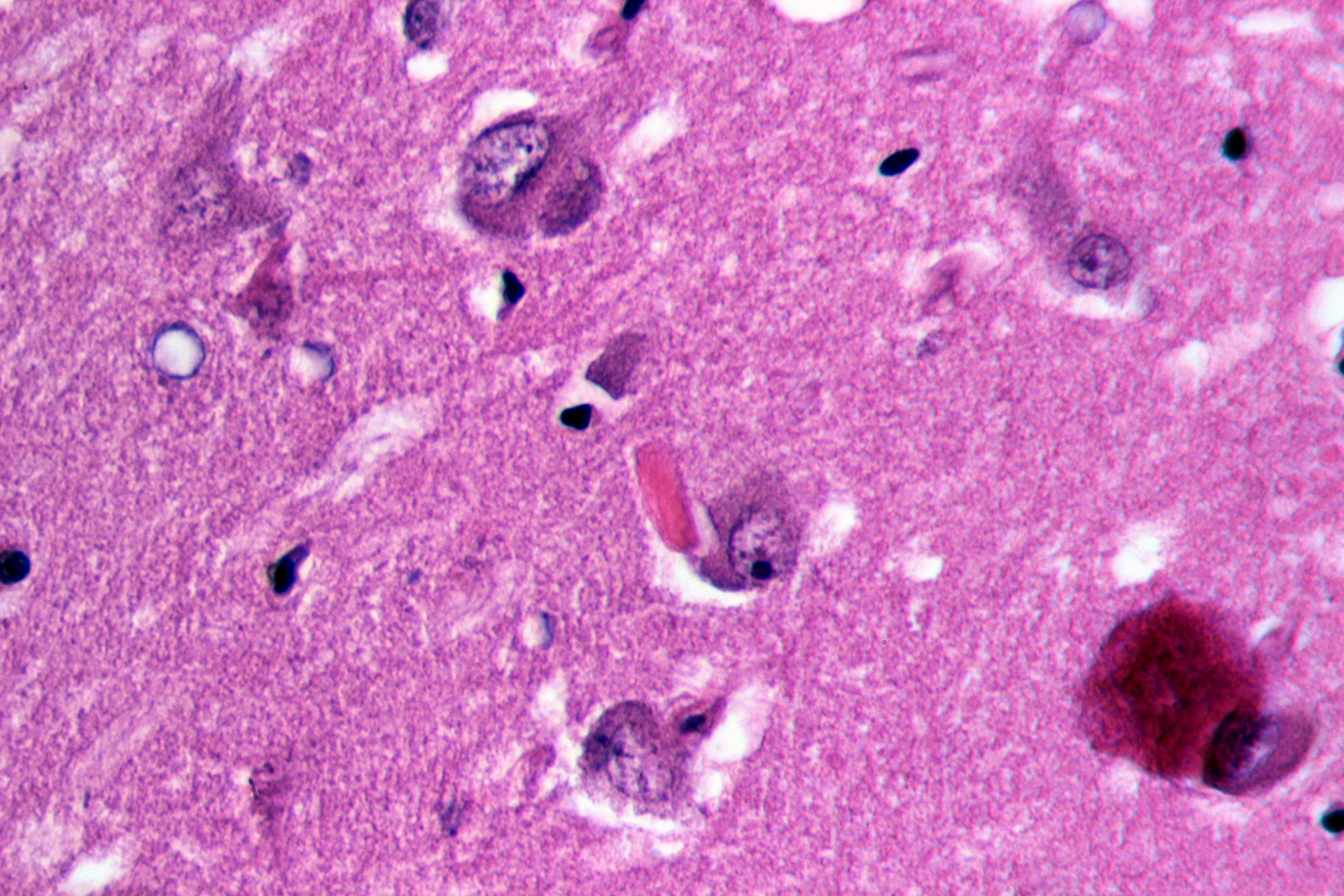
Hirano body, HE 1

平野小体（Hirano bodies）はアクチンとαアクチニンから構成される封入体の名称で、構造を発見した平野朝雄に由来する。アルツハイマー病などの神経変性疾患、また生理的加齢により海馬で観察される。内部は60-100nmの並行フィラメントからなる。（リンク：東京都医学研 脳神経病理データベース）

### 経緯
グアム島での調査を経て、1965年に平野はPDC患者の海馬CA1領域の錐体神経細胞に好酸性の桿状封入体があることを報告した。当初この封入体に特定の名称は付けられていなかったが、その後1968年にSchochetらがPick病のPick小体と対比して"Hirano bodies"と記載したことから、平野小体の名は神経学者に広く知られることとなった。そのため平野は「私を知らない人でも平野小体を知っている人に会うことも少なくありません」と述べている。

## 功労

### 学会（名誉会員）[3]
- 国際神経病理学会
- アメリカ神経学会
- 日本神経病理学会
- 日本神経学会

### 主な受賞歴[3]
- Billings Silver Medal　（アメリカ医師会 1959）
- Henry Moses Research Award （Montefiore Medical Center 1968）

- The Award for Meritorious Contributions to Neuropathology　（アメリカ神経病理学会 1995）

### 学術誌編集委員歴[3]
- The Journal of Neuropathology and Experimental Neurology　(1971-1981)
- Annals of Neurology (1983-1989)
- Clinical Neuropathology (1982-2010)
- Neuropathology and Applied Neurobiology (1983-2000)
- Acta Neuropathologica (1991-2004)
- Neuropathology (1994-2003)
- Surgical Neurology (1996-2004)

## 書籍
代表的な書籍
- 「神経病理学を学ぶ人のために」平野朝雄著　医学書院, 1976[16]
- 「カラーアトラス神経病理」平野朝雄, 松井孝嘉, 岩田誠著　医学書院, 1980[17]
- 「神経病理学に魅せられて」平野朝雄著　星和書店, 2003[2]